# Казони дела Бајта (Павија)
Казони дела Бајта је насеље у Италији у округу Павија, региону Ломбардија.
Према процени из 2011. у насељу је живело 19 становника. Насеље се налази на надморској висини од 110 м.